# سیدو مونکول
سیدو مونکول (انگلیسی: Sido Muncul) شرکت داروسازی اندونزیایی است، که در سال ۱۹۴۰ تأسیس شد.